# Angraecum sesquipedale
Angraecum sesquipedale Thouars, 1822, nota come orchidea cometa, è una pianta appartenente alla famiglia delle Orchidacee, nativa del Madagascar.
È chiamata anche orchidea di Darwin, perché colpì la fantasia del celebre naturalista il quale, analizzando il lungo sperone nettarifero del fiore di questa orchidea, ipotizzò l'esistenza di un lepidottero con una spirotromba lunga a sufficienza per raccoglierne il nettare. Questa ipotesi fu confermata soltanto 40 anni dopo (Darwin era nel frattempo deceduto): l'impollinatore di questa specie è la falena sfingide di Morgan, (Xanthopan morganii ).

## Descrizione

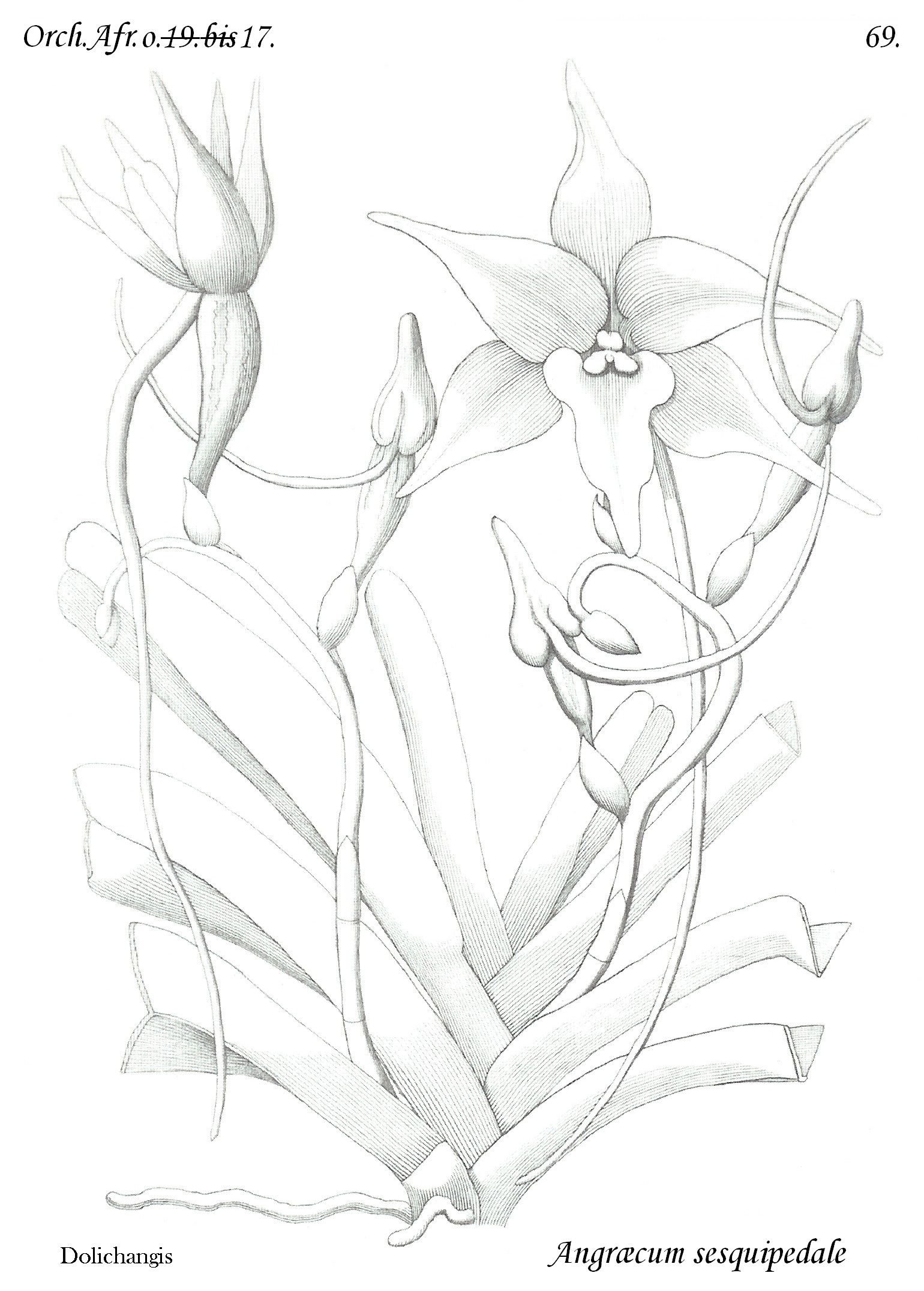
Tavola botanica di Louis Marie Aubert Du Petit-Thouars (1822)

È una pianta erbacea alta 30–40 cm, con foglie carnose che crescono appaiate lungo il fusto.
Usualmente cresce come epifita sulla corteccia dei rami e dei tronchi degli alberi, ma talora può anche svilupparsi come pianta litofita o anche come semi-terrestre.
Possiede lunghe radici aeree, di colore verde-argento. È priva di pseudobulbi.

I suoi fiori sono di colore bianco-verdastro, molto profumati, soprattutto durante le ore serali. I sepali e i petali formano una grande stella a sei braccia; dalla base del labello parte un grande sperone verdastro, lungo da 25 a 30 cm, la cui estremità è ripiena di nettare.
Fiorisce da giugno a novembre.

## Biologia

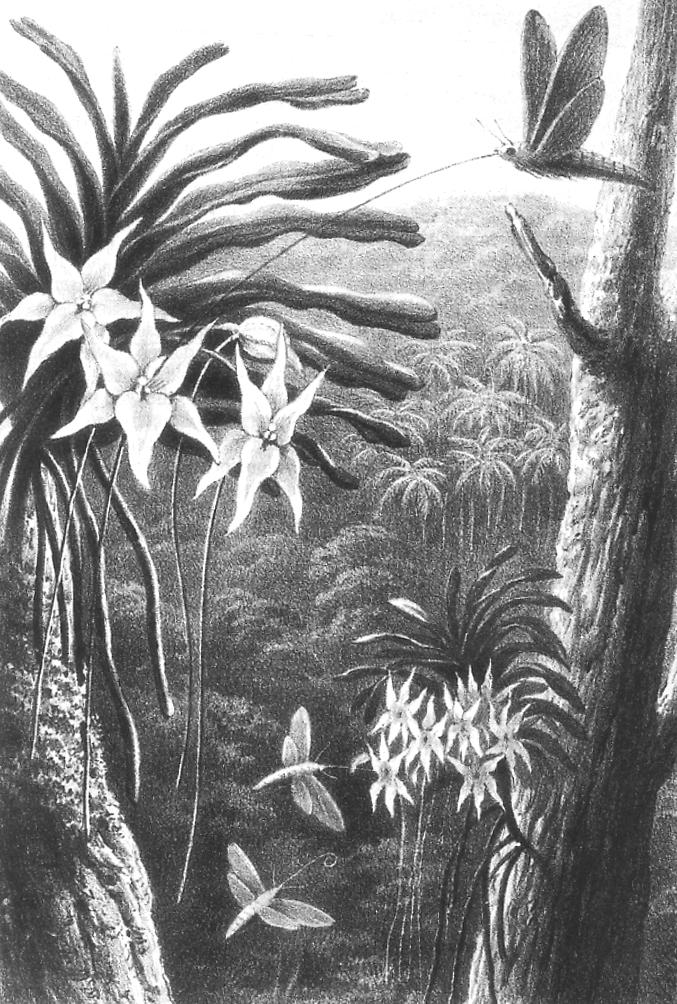
Illustrazione di Alfred Russel Wallace (1871)

La morfologia del suo fiore colpì l'attenzione di Charles Darwin, che nel 1862 scriveva:
L'ipotesi di Darwin, sulle prime accolta con sufficienza dagli entomologi, ricevette conferma nel 1873 in seguito alla scoperta in Brasile di alcune specie di sfingidi con spirotromba di dimensioni compatibili. Nel 1871 Alfred Russel Wallace arrivò a proporre che l'insetto impollinatore potesse essere la falena africana Xanthopan morganii, ma solo nel 1903 gli entomologi Rothschild e Jordan individuarono il lepidottero sfingide impollinatore di questa orchidea, descritto come una sottospecie di X. morganii. La falena fu da loro battezzata Xanthopan morganii praedicta, dove l'epiteto praedicta costituiva un riconoscimento alla "predizione" di Darwin. Successivamente la validità della sottospecie malgascia è stata messa in discussione, in quanto assimilabile alla specie continentale.

## Distribuzione e habitat
È una specie endemica del Madagascar, diffuso nelle foreste pluviali della costa orientale dell'isola, in aree con clima caldo ed abbondanti precipitazioni, dal livello del mare sino a circa 100 m di altitudine.